# ثم لم يبق أحد (فلم 1974)
ثم لم يبق منهم أحد (بالإنجليزية: And Then There Were None) فيلم جريمة بريطاني مقتبس عن رواية تحقيق للكاتبة أغاثا كريستي، من إخراج بيتر كوليسن، من بطولة شارل أزنافور، ألبرتو دي مندوزا، وكان اسم الرواية الأصلي سبعة عبيد صغار.

## ملخص القصة
تركز القصة على حكاية عشرة غُرباء دعوا جميعاً إلى جزيرة بعيدة عن شاطئ ديفون في جنوب إنجلترا من معلومات خادعة (ما عدا واحد). يموتون جميعًا بعدها واحداً إثر الآخر، وشيئاً فشيئاً يُدركون أن القاتل بينهم. وفي النهاية تصبح القصة لغز غرفة مغلقة، حيث تموت كل الشخصيات، وتبقى الشرطة مع عشر جرائم غير محلولة.
بعد وصول الشخصيات إلى الجزيرة بوقت قصير، يُعلمهم غراموفون غامض بأنهم العشرة مذنبون بجرائم، بالرغم من أنه في حالتهم، لا يمكن للقانون أن يتعامل مع جرائمهم. مارستون، على سبيل المثال، كان مسئولاً عن موت طفلين بطريقته المستهترة في القيادة، وبدلاً من أن تتم مُقاضاته بشكل عادل، سُحبت منه رخصة قيادته لفترة قصيرة. السيد والسيدة روجر أهملا عن عمد العناية بمستخدم مريض. الجنرال ماك آرثر أرسل عشيق زوجته في مهمة انتحارية أثناء الحرب. خادمة الآنسة برينت قتلت نفسها بعد أن طردتها الأخيرة بقسوة من المنزل عندما حملت بغير زواج. وارغريف حكم على متهم بريء بالإعدام. آرمسترونغ أمات مريضة بعملية جراحية أجراها لها وهو ثمل. بلور كذب تحت القسم في محاكمة أحد المتهمين بالانتماء إلى عصابة لإدانته، وبعدها مات الرجل في السجن. لومبارد ترك مجموعة من السكان الأصليين للبلاد يموتون في حرش إفريقي. وفيرا كلايثورن أرسلت صبياً كان في رعايتها عن عمد ليسبح بعيداً عن الشاطئ ويغرق، وبُرءت بسبب ظروف القضية.
يقارن نزلاء الجزيرة أسباب وظروف استضافتهم في الجزيرة فيكتشفون أنهم جميعاً جاءوا لأسباب مزيفة، وأن الذي جاء بهم يعرف الكثير عن حياة كل منهم. ويكتشفون أيضاً أنهم عالقون في جزيرة بعيدة جداً عن شاطئ ديفون، ولا يمكنهم الخروج منها.وفي الليلة الأولى يموت أنتوني مارستون بالسم، وفي الصباح لا تستيقظ السيدة روجرز، ويُعتقد أن ذلك كان بسبب جرعة مفرطة من عقارها المنوم.ويتوالى موت الشخصيات لأسباب غامضة، بشكل يتبع أُغنية معلقة على جدار غرفة كل منهم، وعلى طاولة في غرفة الجلوس كانت هناك صينية عليها عشرة تماثيل صغيرة لهنود، كانت تنقص واحداً كلما مات أحدهم. وفي النهاية يموت العشرة، وتجد الشرطة الجزيرة فارغة إلا من عشر جثث، دون أن يمكن حل الجريمة وكشف المجرم. ورسالة في زجاجة تكشف تفاصيل الجريمة فيما بعد، وتكشف القاتل الحقيقي الذي كان أحد القتلى.

## روابط خارجية
- مقالات تستعمل روابط فنية بلا صلة مع ويكي بيانات